# Bitinija in Pont (rimska provinca)
Bitinija in Pont (latinsko Provincia Bithynia et Pontus), provinca Rimskega cesarstva ob maloazijski obali Črnega morja, ki je nastala z združitvijo nekdanjega Bitinijskega kraljestva (priključeno leta 74 pr. n. št.) in Pontskega kraljestva (priključen leta 63 pr. n. št.).

## Zgodovina
Bitinija in Pont sta pred priključitvijo k Rimski republiki spadali med nasledstvena kraljestva  Aleksandra Velikega.

### Bitinija kot rimska zaveznica
Bitinijsko kraljestvo je prvič dobilo neodvisnost od velikih helenističnih kraljestev leta 297 pr. n. št. pod kraljem Zipoitom I. Bitinijskim (vladal približno 326-278 pr. n. št.). Prve stike Z Rimsko republiko je navezalo med vladanjem kralja Prusija I. Bitinijskega (vladal približno 228-182 pr. n. št.). V rimskih vojnah proti perzijskemu Selevkidskemu cesarstvu in njegovemu kralju  Antiohu Velikemu (vladal 192-188 pr. n. št.) je ostalo nevtralno, kar je pozvročilo dolgoletno sovraštvo med državama.
Prusijev sin in naslednik Prusij II. (vladal 182–149 pr. n. št.) je prvi navezal tesnejše stike z Rimom. Po njegovem spodletelem napadu na rimsko zavezniško Pergamonsko kraljestvo leta 154, je morala Bitinija plačati ogromno vojno škodo. Prusij II. je zato poslal v Rim svojega sina Nikomeda II. Bitinijskega, da bi izpogajal znižanje letnih dajatev. Nikomed je v Rimu dosegel naklonjenost rimskega senata, po neuspelem poskusu umora, ki ga je naročil njegov oče Prusij II.,  pa tudi rimsko podporo v uporu proti očetu. S pomočjo Rima in pergamonskega kralja Atala II. Filadelfa je Nikomed II. premagal svojega očeta in leta 149 pr. n. št. zasedel njegov prestol. Po prihodu na oblast je sklenil zavezništvo z Rimom.
Nikomed II. je bil lojalen rimski zaveznik, ki je aktivno podpiral rimske interese v Egejskem in Črnem morju. Ko je leta 133 pr. n. št. pergamonski kralj Atal III. umrl, je svoje kraljestvo zapustil Rimu. Njegovi odločitvi se je uprl Evmen III., ki je trdil, da je izvenzakonski sin pokojnega kralja in njegov zakoniti naslednik in sprožil vojno z Rimsko republiko. Rimljani so na vzhod poslali konzula Publija Licinija Krasa Diva Mucijana, da bi uveljavil rimske pravice, vendar ga je Evmen porazil in ubil. Rimljani so leta 129 proti Evmenu poslali novo vojsko pod poveljstvom Marka Perperna. Perperna je s podporo Nikomeda II. porazil Evmena III. in zavaroval rimske interese v zahodni Mali Aziji. Rimljani so Pergamon priključili k svoji provinci Aziji.

### Odvisno kraljestvo

#### Prva mitridatska vojna
Med vladanjem Nikomeda III. (vladal 127-94 pr. n. št.) so se odnosi med Bitinijo in Rimsko republiko zaostrili zaradi  prevlade nad maloazijskim kraljestvom Kapadokijo.
Nikomed III. je po prihodu na prestol podjarmil Paflagonijo ob obali Črnega morja in začel širiti svoj vpliv nad rimsko zaveznico Kapadokijo. Ko je leta 116 pr. n. št. kapadoški plemič Gordij na ukaz kralja Mitridata VI. Pontskega umoril svojega kralja  Arijarata VI., je Mitridat  za regentko za njegovega  mladoletnega sina Arijarata VII. imenoval njegovo vdovo in svojo sestro Laodiko Kapadoško,  s čimer si je zagotovil  vpliv v Kapadokiji. Nikomed III. je poskušal izkoristiti politični vakuum v Kapadokiji. Mladoletnega Arijarata VII. ni priznal za zakonitega kapadoškega vladarja in napadel Kapadokijo. Laodika, ki je bila tudi mati Nikomedove pokojne žene Nise, se je zatem poročila z Nikomedom III. in mu zagotovila oblast nad kraljestvom, kar je sprožilo vojno z Mitridatom VI.. Mitridat je izgnal Nikomeda III. in na kapadoški prestol ponovno posadil  svojega nečaka Arijarata VII., kar je Kapadokijo vrnilo pod pontski vpliv.
Po uporu kapadoškega plemstva proti pontski oblasti leta 97 pr. n. št., sta tako Nikomed III.  kot Mitridat VI. leta 95 pr. n. št. poslala v Rim svoje odposlance, naj posežejo v njun spor za oblast v Kapadokiji.  Rimski senat se postavil na nobeno od sprtih strani, ampak zahteval, da se oba umakneta iz Kapadokije in zagotovita njeno neodvisnost. Nikomed III. je naslednje leto umrl. Nasledil ga je prorimsko razpoložen sin Nikomed IV. Bitinijski. 
Leta 93 pr. n. št. je Kapadokijo v Mitridatovo korist napadla in osvojila vojska armenskega kralja in Mitridatovega tasta Tigrana Velikega, ki se ni  oziral na rimske zahteve po kapadoški neodvisnosti. Mitridat VI. je potem, ko je utrdil svojo oblast v Kapadokiji, napadel Bitinijo. Leta 90 pr. n. št. je  porazil Nikomeda IV. in njegovo kraljestvo priključil k svojemu in Nikomed IV. je ponovno zaprosil za pomoč Rima. Po prihodu v Italijo je rimski senat poslal v Pont svojo delegacijo z zahtevo, da Mitridat Nikomedu vrne oblast v Bitiniji. Rimu je zaradi vedno večje moči v Mali Aziji kljub temu, da je v Italiji še vedno divjala socialna vojna, uspelo vrniti Nikomeda na bitinijski prestol.
Ko je Nikomed IV. ponovno prišel na oblast, je na nagovarjanje rimskega senata napadel Mitridata VI..  Mitridat je zato leta 88 pr. n. št. napadel Bitinijo in ponovno prisilil Nikomeda na beg v Rim. Rimski senat je zaradi Nikomedove odstavitve in rastoče Mitridatovo moči Pontu napovedal vojno in na vzhod poslal konzula Lucija Kornelija Sula z nalogo, da premaga Mitridata VI.. Vojna se je končala leta 85 pr. n. št. z rimsko zmago in sklenitvijo Dardanske mirovne pogodbe, ki je zagotovila rimsko oblast v Mali Aziji, obnovila Nikomedovo oblast v Bitiniji in njegovo še tesnejše sodelovanje z Rimsko republiko.

#### Tretja mitridatska vojna
Zaradi notranjih političnih sporov med Lucijem Kornelijem Sulo, Gajem Marijem in Lucijem Kornelijem Cinom Rimska republika ni mogla dokončno poraziti pontskega kralja Mitridata VI.. Leta 74 pr. n. št. je kralj Nikomed IV. Bitinijski umrl in svoje kraljestvo v upanju, da ga bo zavaroval pred pontsko agresijo, prepustil Rimljanom.  Rimski senat je takoj sklenil, da bo Bitinijo priključil k Rimski republiki kot provinco pod neposredno rimsko upravo. 
Nikomedova smrt je porušila ravnovesje sil v Mali Aziji in omogočila Mitridatu VI., da napade in osvoji njegovo kraljestvo, kar je sprožilo tretjo mitridatsko vojno. Rimljani so v Malo Azijo konzula |Lucija Licinija Lukula, ki je pregnal Mitridata in njegovega armenskega zaveznika z rimskih posesti. Leta 71 pr. n. št. je ponovno vzpostavil  rimsko prevlado v Mali Aziji in podjarmil Pontsko kraljestvo, Mitridat VI. pa je pobegnil k svojim zaveznikom v Armenijo. Lukul je leta 69 pr. n. št. napadel še Armenijo, vendar je kljub začetnim uspehom ni uspel osvojiti. Rimski senat ga je odpoklical in na njegov položaj imenoval Gneja Pompeja Velikega, ki je leta 65 pr. n. št. v armenskem delu Kavkaza prepričljivo porazil Mitridata VI..
Pompej je po vrnitvi v Malo Azijo leta 64 pr. n. št. Bitinijo, zahodno polovico Ponta in grška mesta na  črnomorski obali uradno priključil k Rimski republiki kot provinco pod neposredno rimsko upravo. Vzhodno polovico Pontskega kraljestva (Mala Armenija) je kot nagrado za zvestobo  priključil h Galatskemu kraljestvu, v katerem je vladal Rimu zvest vazalni kralj Dejotar Galatski. 

### Rimska provinca

#### Rimske državljanske vojne
Bitinija in Pont sta postala pomembna igralca v rimskih državljanskih vojnah. Ko je Julij Cezar leta 49 pr. n. št.  prestopil Rubikon in sprožil državljansko vojno, je mnogo rimskih senatorjev pod Pompejevim vodstvom pobegnilo na vzhod. Galatski kralj Dejotar je stopil na stran svojega starega pokrovitelja Pompeja, zato mu je po Pompejevem porazu v bitki pri Farzulu in njegovi smrti leta 48 pr. n. št. grozila smrtna kazen, pred katero ga je rešilo poroštvo rimskega govornika Marka Tulija Cicera. Cezar je med svojim pohodom v Egipt za svojega namestnika v Mali Aziji imenoval Gneja Domicija Kalvina.
Med Cezarjevim vojskovanjem  v Egiptu je rimski vazalni kralj Bosporskega kraljestva in najmlajši sin Mitridata VI. Farnak II. izkoristil priložnost in zasedel Kolhido in Malo Armenijo. Vladarja Kapadokije in Galatije, Arijobarzan III. in Dejotar, sta poklicala na pomoč Kalvina in rimska vojska je kmalu zatem napadla  Farnaka. V bitki pri Nikopolu v vzhodni Mali Aziji leta 48 pr. n. št. je Farnak težko porazil rimsko vojsko in osvojil večino Kapadokije, Ponta in Bitinije.  
Po porazu ptolemejske vojske v bitki ob Nilu je Cezar leta 47 pr. n. št. zapustil Egipt, da bi se po pohodu  skozi Sirijo, Kilikijo in Kapadokijo soočil s Farnakom II..  Ko je Farnak izvedel, da prihaja s svojo vojsko veteranov, mu je poslal delegacijo, da bi se pogajala o miru. Cezar je pogajanja zavrnil in se s Farnakom spopadel v bitki pri Zeli, v kateri ga je popolnoma porazil in ponovno vzpostavil rimsko oblast v Mali Aziji. Farnaka je po vrnitvi v Bosporsko kraljestvo ubil njegov zet Asander in za nagrado dobil od Cezarja imenovanje za kralja Bosporskega kraljestva. Cezar je zatem Malo Armenijo priključil v vazalnemu Kapadoškemu kraljestvu, ki je služilo kot vmesno ozemlje med rimskimi in vzhodnimi kraljestvi. 
Cezar, ki je medtem postal rimski diktator, je leta 45 pr. n. št. za guvernerja Bitinije in Ponta imenoval Kvinta Marcija Krispa. Po Cezarjevem umoru 15. marca 44 pr. n. št. sta rimska senatorja Mark Junij Brut in Gaj Kasij Longin pobegnila iz Italije in leta 43 pr. n. št prevzela oblast v rimskih vzhodnih provincah, med katerimi je bila tudi Bitinija in Pont. Guverner Krisp je odklonil službovanje pri morilcu svojega gospodarja, zato ga je Kasij odstavil in ga prisilil k upokojitvi.  Ko je drugi triumvirat leta 42 pr. n. št.  porazil Bruta in Kasija v bitki pri Filipih, je oblast v vzhodnih provincah prevzel triumvir Mark Antonij.
Drugi triumvirat se je leta 33 pr. n. št. ugasnil in z njim Antonijeva zakonska pravica po vladanju v vzhodnem delu republike. Po razpadu tiumvirata se je bitka za prevlado med Markom Antonijem in Oktavijanom zaostrila. Ko je Oktavijan dosegel podporo zahoda, se je Mark Antonij obrnil proti Egiptu in kraljici Kleopatri in po Oktavijanovi vojni napovedi Egiptu ob podpori vzhodnih provinc odšel na pomoč Egiptu. V bitki pri Akciju leta 31 pr. n. št. je doživel poraz, po katerem je Oktavijan postal nesporen vladar rimskega sveta. Leta 27. pr. n. št. so ga v rimskem senatu razglasili za Avgusta – prvega rimskega cesarja.

#### Obrobna država
Leta 39 pr. n. št. je Mark Antonij kapadoškemu kralju Arijaratu X.  odvzel Malo Armenijo in jo priključil k Pontu, v katerem je vladal sin Farnaka II. Pontskega Darej Pontski. Pontu je priključil tudi rimsko vazalno kraljestvo Kilikijo. Darej je vladal do svoje dmrti leta 37 pr. n. št., potem pa je Antonij za vazalnega kralja Kilikije imenoval Polemona I. Pontskega, za vazalnega kralja Male Armenije pa  Arsaka Pontskega. Po Arsakovi nenadno smrti leta  36 pr. n. št. ja Mark Antonij za kralja Ponta imenoval Polemona I.. Leta 16 pr. n. št. se je Polemon I. na zahtevo Marka Vispanija Agripa in z odobritvijo cesarja Avgusta poročil z bosporsko kraljico Dinamijo in zavladal tudi v Bosporskem kraljestvu. Po priključitvi Kolhide k rimskem cesarstvu je v njegovem imenu vladal tudi v Kolhidi.
Polemona je po njegovi smrti leta 8 pr. n. št. v Bosporskem kraljestvu nasledil njegov pastorek Tiberij Julij Aspurg, v Pontu, Kilikiji in Kolhidi pa Polemonova druga žena Fitodorida Pontska. Fitodorida se je leta 8 pr. n. št. poročila rimskim vazalnim kraljem Kapadokije in v svoji  družini združila več rimskih vazalnih kraljestev na vzhodu.  Po Arhelajevi smrti leta 14 n. št. in kasnejši pretvorbi Kapadokije v provinco pod neposredno rimsko oblastjo leta 18 n. št., je Fitodorida izgubila naslov kapadoške kraljice. Po smrti leta 38 jo je nasledil njen pastorek Polemon II. Pontski. Polemon je kot rimski vazalni kralj vladal v Pontu in Kilikiji, dokler ga ni cesar Neron leta 62 odstavil. Kilikija je postala polnopravna rimska provinca, medtem ko je bil Pont priključen k rimski provinci Kapadokiji. 

#### Principat
Med Avgustovimi ustavnimi reformami, ki so Rimsko republiko pretvorile v cesarstvo, so bile vse rimske province razdeljene na cesarske in senatske province. Med cesarske province so spadale vse obmejne province, v katerih je morala biti zaradi obrambe cesarstva stalno prisotna rimska vojska. V teh provincah je kot vrhovni poveljnik rimske vojske guvernerje lahko imenoval samo cesar. Med senatske province so spadale notranje province, predvsem ob Sredozemskem morju, v katerih ni bilo večjih vojaških enot. Imenovanje guvernerjev v teh provincah je Avgust prepustil rimskem senatu. Provinca Bitinija in Pont ni bila obmejna provinca in ni imela večjih vojaških enot, zato je bila uvrščena med senatske province. Razlike med cesarskimi in senatskimi provincami so se kljub uradnim določilom hitro zabrisale, tako da je že konec 1. stoletja n. št. guvernerje vseh provinc imenoval cesar.  
V letih 110-113 je bil guverner Bitinije in Ponta Rimski pisec Plinij mlajši. Glavni vir podatkov o rimski upravi v tej provinci so prav njegove Epistulae (Pisma) cesarju Trajanu (vladal 98-117).

#### Dominat
Med Dioklecinanovimi reformami okoli leta 300 je bila Bitinija in Pont razdeljena na tri manjše province: Bitinijo, Honorijo in Paflagonijo, ki so spadale v Pontsko diocezo v prefekturi Vzhod. 

### Bizantinsko cesarstvo
Po arabskih osvajanjih v 640. letih je Bizantinsko cesarstvo province reorganiziralo v vojaško-civilna okrožja – teme. Provinca Bitinija in Pont je bila reorganizirana v teme Bukelarij, Obsikij in Optimati.

## Sklic
1. ↑  Plinij mlajši, Pisma, Obzorja, Maribor, 1962 (COBISS)

## Vira
- C. Marek, Pontus et Bithynia. Die römischen Provinzen im Norden Kleinasiens, von Zabern, Mainz, 2003, ISBN 3-8053-2925-3.
- K. Strobel, Bithynia et Pontus. A. Römische Zeit, Der Neue Pauly (DNP), 2. del, Metzler, Stuttgart, 1997, ISBN 3-476-01472-X, str. 700–702.